# جان ميكورسكي
جان ميكورسكي هو مبارز بالسيف فرنسي، مثّل بلاده في الألعاب الأولمبية الصيفية 1908.

## روابط رياضية
جان ميكورسكي على موقع أوليمبيديا (الإنجليزية)